# W.I.T.C.H. (TV-serie)
W.I.T.C.H. är en tysk-amerikansk animerad TV-serie med fantasy-tema. I huvudsak bygger den på den italienska tecknade serien från Disney, med samma namn. Ursprungligen producerades 26 avsnitt, visade i amerikansk TV säsongen 2004-2005. Sommaren 2006 återupptogs serien, och även säsong 2 kommer att omfatta 26 avsnitt.
TV-serien skiljer sig till viss del intrigmässigt från serietidningarna och handlar om när flickorna är i nutidsvärlden. W.I.T.C.H. är en kombination av japansk anime-stil och amerikanska TV-serier med korta poprocksounds när de byter miljö. Detta försvinner dock fort när de kommer till den magiska världen Meridian och det är då serien verkligen glänser med vackert skissade fantasyfigurer och spännande handling.

## W.I.T.C.H. i Sverige
Första säsongen av W.I.T.C.H. sändes i TV4:s barnblock Lattjo Lajban på söndagseftermiddagar under 2005-2006. Säsong två visas i Sverige på Disney Channel.

## Svenska röster
- Will - Elina Raeder
- Hay Lin - Tova Hed
- Cornelia - Sara Hed
- Irma - Mikaela Ardai Jennefors
- Taranee - Emilia Bongilaj
- Caleb - Albin Flinkas
- Cedric - Johan Hedenberg
- Prince Phobos - Dan Ekborg
- Blunk - Claes Ljungmark

## Avsnittsguide

### Säsong 1
- 1.	It Begins	(2004-12-18)
- 2.	It Resumes	(2004-12-18)
- 3.	The Key	(2005-01-29)
- 4.	Happy Birthday, Will	(2005-02-05)
- 5.	A Service to the Community	(2005-02-12)
- 6.	The Labyrinth	(2005-02-19)
- 7.	Divide and Conquer	(2005-02-26)
- 8.	Ambush at Torus Filney	(2005-03-05)
- 9.	Return of the Tracker	(2005-03-12)
- 10.	Framed	(2005-03-19)
- 11.	The Stone of Threbe	(2005-04-02)
- 12.	The Princess Revealed	(2005-04-16)
- 13.	Stop the Presses	(2005-04-23)
- 14.	Parents' Night	(2005-04-30)
- 15	The Mudslugs	(2005-05-07)
- 16.	Ghosts of Elyon	(2005-05-20)
- 17.	The Mogriffs	(2005-05-23)
- 18.	Walk This Way	(2005-06-06)
- 19.	The Underwater Mines	(2005-06-13)
- 20.	The Seal of Phobos	(2005-06-20)
- 21.	Escape From Cavigor	(2005-06-27)
- 22.	Caleb's Challenge	(2005-07-11)
- 23.	The Battle of Meridian Plains	(2005-07-25)
- 24.	The Rebel Rescue	(2005-08-01)
- 25.	The Stolen Heart	(2005-08-08)
- 26.	The Final Battle	(2005-08-17)

### Säsong 2
Avsnitt 49 sändes före avsnitt 46-48.
- 27.	A is for Anonymous	(2006-06-05)
- 28.	B is for Betrayal	(2006-06-16)
- 29.	C is for Changes	(2006-06-19)
- 30.	D is for Dangerous	(2006-06-26)
- 31.	E is for Enemy	(2006-07-14)
- 32.	F is for Facades	(2006-07-17)
- 33.	G is for Garbage	(2006-07-24)
- 34.	H is for Hunted	(2006-07-31)
- 35.	I is for Illusion	(2006-08-09)
- 36.	J is for Jewel	(2006-08-14)
- 37.	K is for Knowledge	(2006-08-21)
- 38.	L is for Loser	(2006-08-27)
- 39.	M is for Mercy	(2006-09-09)
- 40.	N is for Narcissist	(2006-09-16)
- 41.	O is for Obedience	(2006-09-23)
- 42.	P is for Protectors	(2006-09-30)
- 43.	Q is for Quarry	(2006-10-07)
- 44.	R is for Relentless	(2006-10-14)
- 45.	S is for Self	(2006-10-21)
- 46.	T is for Trauma	(2006-10-28)
- 47.	U is for Undivided	(2006-11-11)
- 48.	V is for Victory	(2006-11-18)
- 49.	W is for Witch	(2006-10-28)
- 50.	X is for Xanadu	(2006-12-09)
- 51.	Y is for Yield	(2006-12-16)
- 52.	Z is for Zenith	(2006-12-23)